# Championnat du Chili de football 1964
Navigation
Saison précédente Saison suivante
La saison 1964 du Championnat du Chili de football est la trente-deuxième édition du championnat de première division au Chili. Les dix-huit meilleures équipes du pays sont regroupées au sein d'une poule unique, où elles s'affrontent deux fois, à domicile et à l'extérieur; à la fin de la compétition, le dernier du classement est relégué et remplacé par le champion de Segunda Division, la deuxième division chilienne.
C'est le club de CF Universidad de Chile qui remporte la compétition, après avoir terminé en tête du classement final, avec neuf points d'avance sur un duo composé du CD Universidad Católica et des Santiago Wanderers. C'est le quatrième titre de champion du Chili de l'histoire du club.

## Les clubs participants
| - CD Coquimbo Unido - Colo Colo - Ferrobádminton - CF Universidad de Chile - Unión Española - Santiago Wanderers - CSD Rangers - Deportes Magallanes - Union San Felipe | - CD Green Cross - Promu de Segunda Division - CD Santiago Morning - Audax Italiano - CD Universidad Católica - Club Deportivo San Luis - CD Everton de Viña del Mar - Club Deportivo Palestino - Deportes Unión La Calera - Deportes La Serena |

## Compétition
Le barème utilisé pour établir le classement est le suivant :
- Victoire : 2 points
- Match nul : 1 point
- Défaite : 0 point

### Classement
| Rang | Équipe                     | Pts | J  | G  | N  | P  | Bp | Bc | Diff |
| ---- | -------------------------- | --- | -- | -- | -- | -- | -- | -- | ---- |
| 1    | CF Universidad de Chile    | 52  | 34 | 21 | 10 | 3  | 72 | 28 | +44  |
| 2    | CD Universidad Católica    | 43  | 34 | 18 | 7  | 9  | 78 | 50 | +28  |
| 3    | Santiago Wanderers         | 43  | 34 | 17 | 9  | 8  | 55 | 37 | +18  |
| 4    | Colo Colo T                | 40  | 34 | 18 | 4  | 12 | 75 | 52 | +23  |
| 5    | CSD Rangers                | 40  | 34 | 15 | 10 | 9  | 59 | 58 | +1   |
| 6    | Unión Española             | 39  | 34 | 14 | 11 | 9  | 65 | 61 | +4   |
| 7    | Deportes La Serena         | 37  | 34 | 14 | 9  | 11 | 56 | 55 | +1   |
| 8    | CD Everton de Viña del Mar | 35  | 34 | 14 | 7  | 13 | 67 | 56 | +11  |
| 9    | Unión La Calera            | 35  | 34 | 13 | 9  | 12 | 49 | 52 | -3   |
| 10   | Deportes Magallanes        | 34  | 34 | 12 | 10 | 12 | 55 | 51 | +4   |
| 11   | Audax Italiano             | 32  | 34 | 10 | 12 | 12 | 50 | 51 | -1   |
| 12   | CD Santiago Morning        | 29  | 34 | 11 | 7  | 16 | 53 | 64 | -11  |
| 13   | CD Green Cross P           | 28  | 34 | 11 | 6  | 17 | 36 | 52 | -16  |
| 14   | CD Coquimbo Unido          | 26  | 34 | 7  | 12 | 15 | 36 | 50 | -14  |
| 15   | Unión San Felipe           | 26  | 34 | 8  | 10 | 16 | 51 | 70 | -19  |
| 16   | Club Deportivo Palestino   | 25  | 34 | 10 | 5  | 19 | 44 | 68 | -24  |
| 17   | Club Deportivo San Luis    | 25  | 34 | 7  | 11 | 16 | 22 | 43 | -21  |
| 18   | Ferrobádminton             | 23  | 34 | 9  | 5  | 20 | 44 | 69 | -25  |

|  | Qualification pour la Copa Libertadores 1965      |
|  | Relégation directe en Segunda Division            |
|  | T : Tenant du titre P : Promu de Segunda Division |

## Bilan de la saison
| Championnat du Chili de football 1964 |                                    |
| Champion                              | CF Universidad de Chile (4e titre) |
| Qualifications continentales          |                                    |
| Copa Libertadores 1965                | CF Universidad de Chile            |
| Promotions et relégations             |                                    |
| Promus en Primera División            | Club Deportivo O'Higgins           |
| Relégués en Segunda División          | Ferrobádminton                     |